# Toppan Printing
Toppan Printing est une entreprise japonaise qui fait partie de l'indice TOPIX 100.
Elle a pu aussi participer à la production de films, comme Solar Crisis.

### Articles conneses
- Musée de l'imprimerie (Tokyo)